# TM-3-12 305mm列車砲
TM-3-12 305mm列車砲（ロシア語：305-мм железнодорожная установка ТМ-3-12）は、ソビエト連邦の火砲である。

## 概要
TM-3-12の305mm砲は、ロシア帝国時代のインペラトリッツァ・マリーヤ級戦艦（w:en:Russian battleship Imperatritsa Mariya：マリア皇后）の主砲身を流用した物である。
インペラトリッツァ・マリーヤは、第一次世界大戦中の1916年に爆発事故で損傷し、その後本国まで曳航されたものの、ロシア革命の中で放置され、1925年、正式に除籍となり、翌年スクラップとなったが、305mm主砲4門は回収された。これが本砲の元となった。
1936年にTM-3-12として完成し、第二次世界大戦に参加した。3両が製作され、ハンコ半島の海軍基地に沿岸砲として配備されていたが、継続戦争でソ連軍が撤収する際に破壊された。
フィンランド軍は1942～43年にかけて本砲を修理し、「305/52 ORaut」の名称を付与したが、実戦運用されないままソ連軍が取り戻した。
1991年までは運用可能状態にあり、1999年に退役した。
現在もモスクワの中央博物館、旧フィンランド領・カレリア地方クラースナヤのゴールカ砦、そしてサンクトペテルブルクに1門ずつと、3門が残っている。

## 参考
- http://earthjp.net/mercury/1002190011.html
- http://worldtrain.sakura.ne.jp/m-rusw.html